# Piet Emmer
Pieter Cornelis (Piet) Emmer (Haarlem, 17 oktober 1944) is een Nederlands Emeritus hoogleraar geschiedenis verbonden aan de Universiteit Leiden, gespecialiseerd in de Europese Expansie, en aanverwante thema's slavernij en migratie.

## Loopbaan
Emmer studeerde geschiedenis en economie aan de Universiteit Leiden. Hij was werkzaam aan de Universiteit van Amsterdam (Faculteit der Economische Wetenschappen) waar hij in 1974 promoveerde op het proefschrift 'Engeland, Nederland, Afrika en de slavenhandel in de negentiende eeuw'. Daarna was hij tot 2009 werkzaam aan de Universiteit Leiden, als gewoon hoogleraar in de geschiedenis van de Europese expansie en aanverwante thema's slavernij en menselijke migratie. Daarnaast was hij van 1 september 2005 tot 1 september 2007 als bijzonder hoogleraar verbonden aan de Universiteit van Amsterdam, Faculteit der Economische Wetenschappen en Bedrijfskunde. Voorts was hij Visiting Fellow aan het Churchill College in Cambridge, het Wissenschaftskolleg in Berlijn en het Netherlands Institute for Advanced Study in Wassenaar. Als gasthoogleraar was hij verbonden en gaf hij les aan de University of Texas, Austin, de Universität Hamburg en de Université de Bretagne-Sud. Hij was Lid van de redactieraad van het Journal of Imperial and Commonwealth History, het Journal of Caribbean History en het Jahrbuch für Geschichte Lateinamerikas & Studien zur historischen Migrationsforschung. Zijn bekendste boek is De Nederlandse slavenhandel 1500-1850. In 2009 ging hij met emeritaat.

## Nederlandse slavenhandel
In het publieke debat over de Nederlandse slavenhandel neemt Emmer een relativerende positie in. Emmer gold jarenlang als dé slavernij-expert van Nederland, maar zijn gematigde invalshoek wordt in het maatschappelijk debat bekritiseerd. Hij legt in publicaties nadruk op de rol die bewoners van het Afrikaanse continent hadden in de trans-Atlantische slavenhandel. Emmer relativeert ook de winstgevendheid van de Nederlandse slavenhandel, zo berekende hij dat de Nederlandse slavenhandel maar 0,005 procent van het nationaal inkomen bedroeg en haalde hierbij aan dat vele slaven stierven tijdens de reis van Afrika naar de nieuwe wereld. Ook stelde hij dat de Nederlandse slavenhandel de enige was die uit economische motieven is opgehouden met bestaan.
In 2013 stelde hij in een artikel in dagblad Trouw dat het de slaven niet altijd zo slecht verging als de zaken werden voorgesteld door abolitionisten destijds: de slavenhouders (bijvoorbeeld plantagedirecteuren en opzichters) waren terughoudend met lijfstraffen en verkrachting, omdat ze gezien de mogelijke consequenties geen conflict wilden riskeren met de slaven, ook kregen ze relatief goed te eten in vergelijking met de arme bevolking in West-Europa en Afrika die leden aan hongersnoden. In het radioprogramma 1 op 1 zei hij: "Je moet je ook realiseren dat ze ook niet vrij waren geweest als ze in Afrika waren gebleven. Ze waren al tot slaaf gemaakt."
Emmers onderzoek naar het Nederlandse slavernijverleden stuit van tijd tot tijd op weerstand. Zijn boek over de geschiedenis van de slavernij werd door onder meer het Landelijk Platform Slavernijverleden kritisch ontvangen. Een van de bezwaren was dat Emmer het aandeel van de Nederlandse Republiek op de trans-Atlantische slavenhandel op vijf procent schat. Ook zijn stelling dat ontwikkelingshulp onverenigbaar is met ontwikkeling baarde opzien.

### Slavernijmuseum
Op de vraag of hij betrokken zal zijn bij het nieuwe Nationaal Slavernijmuseum in Amsterdam, antwoordde hij: "Ik ben niet gevraagd. Misschien ben ik te oud of te controversieel." Emmer heeft wel allerlei ideeën over de inrichting van het nieuwe museum: hij zou graag documentatie zien over slavernij uit West-Indië, de Antillen en Suriname, gecombineerd met Afrikaanse slavernij, Azië en Nederlands-Indië. Dit zou volgens hem de slavernij van vele kanten belichten.

## Publicaties (selectie)
- H.W. van den Doel, P.C. Emmer & H.Ph. Vogel: Nederland en de nieuwe wereld. Utrecht, Spectrum, 1992. ISBN 9027430799
- Hrsg. von Piet C. Emmer & Manfred Mimler: Wirtschaft und Handel der Kolonialreiche. München, Beck, 1988. ISBN 3406306616
- P.C. Emmer: De Nederlandse slavenhandel 1500-1850. Amsterdam, De Arbeiderspers, 2000. 2e uitgebr. druk, 2003. ISBN 9029515600
- Piet Emmer & Hans Wansink: Wegsturen of binnenlaten?. Amsterdam, De Arbeiderspers, 2005. ISBN 9029523514
- Atlantisch avontuur. De Lage Landen, Frankrijk en de expansie naar het westen, 1500-1800. Onder red. van Piet Emmer, Henk den Heijer, Louis Sicking. Zutphen, Walburg Pers, 2010. ISBN 9789057306815
- Piet Emmer & Jos Gommans: Rijk aan de rand van de wereld. De geschiedenis van Nederland overzee 1600-1800. Amsterdam, Bert Bakker, 2012. ISBN 9789035133457
- Piet Emmer: Het zwart-witdenken voorbij. Een bijdrage aan de discussie over kolonialisme, slavernij en migratie. Amsterdam, Nieuw Amsterdam, 2018. ISBN 9789046822685
- P.C. Emmer: Geschiedenis van de Nederlandse slavenhandel. Amsterdam, Nieuw Amsterdam, 2019